# Eupithecia higa
Eupithecia higa là một loài bướm đêm trong họ Geometridae.